# Hans Oerlemans

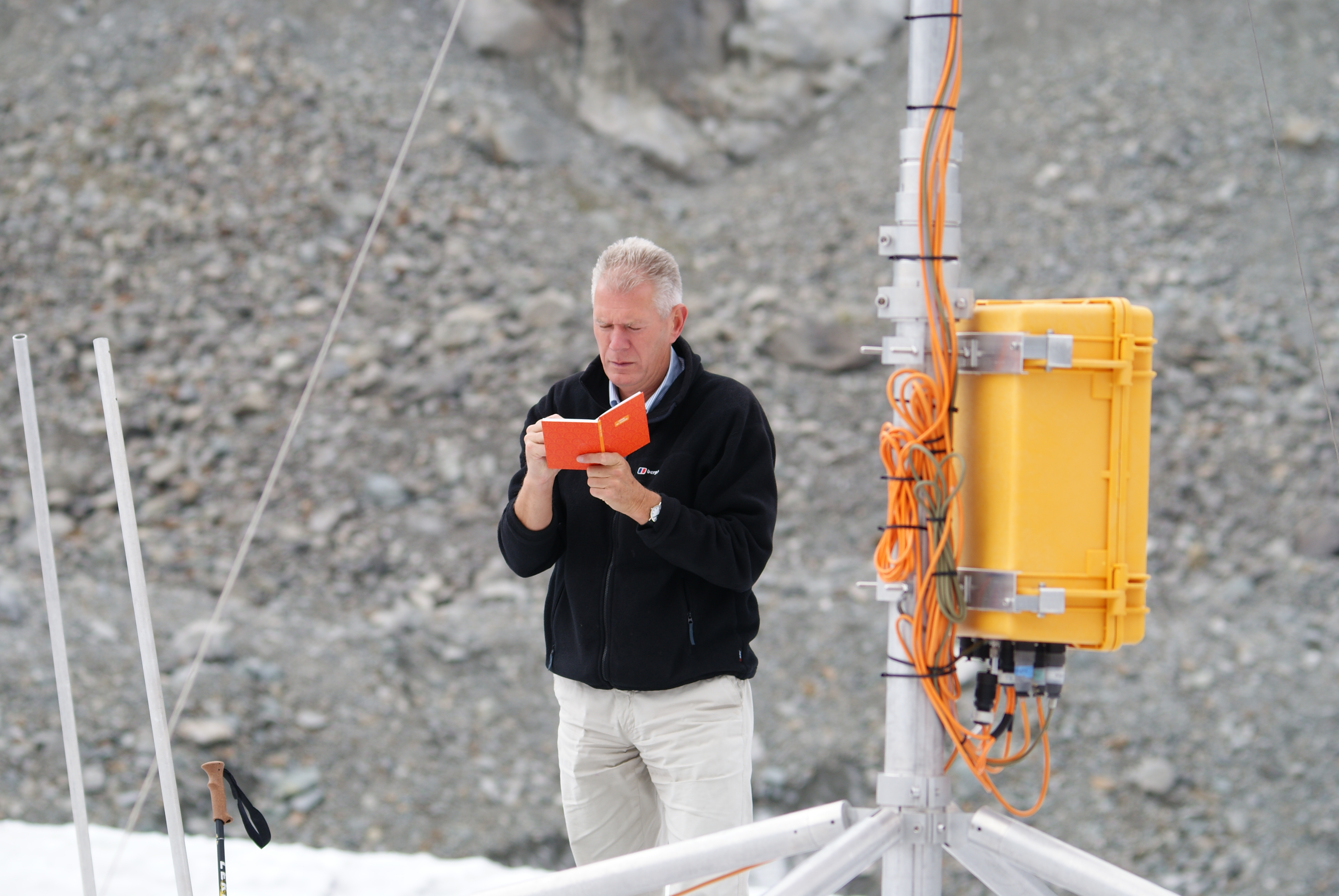
Hans Oerlemans

Johannes „Hans“ Oerlemans (* 8. Oktober 1950 in Eethen) ist ein niederländischer Meteorologe und Geophysiker, der sich mit Klimamodellen, Modellierung der Dynamik und des Schwindens von Gletschern und des daraus folgenden Meeresspiegelanstiegs und mit Eiszeitaltern befasst.
Oerlemans studierte Meteorologie und Physik (Geophysik) an der Universität Utrecht mit dem Abschluss (Doctoraalexamen) 1976 und der Promotion bei C. E. J. Schuurmans 1980 (Some model studies on the ice age problem) am Königlich Niederländischen Meteorologischen Institut (KNMI). 1988 wurde er Professor Klimadynamik und 1989 für Meteorologie in Utrecht. 1997 bis 2001 und 2004 bis 2006 war er in Utrecht Direktor des Institut für Meeres- und Atmosphärenforschung (IMAU).
Oerlemans entwickelte Computermodelle und unternahm zahlreiche Feldstudien zum Abschmelzen von Gletschern, auf die auch häufig in den IPCC-Berichten Bezug genommen wurde.
1986 bis 1988 war er in Teilzeit am Alfred-Wegener-Institut und 1982 bis 1986 in Teilzeit Dozent an der Universität Löwen.
Er koordinierte das internationale Glaciodyn-Programm zur Untersuchung von Gletschern in der Arktis im Rahmen des Internationalen Polarjahrs. 
2010 erhielt er den Spinoza-Preis, 2004 den Physica Preis der Niederländischen Physikalischen Gesellschaft und 2008 einen Advanced Grant des European Research Council. 2008 erhielt er den Louis Agassiz Preis der European Geophysical Union, und 2007 wurde er Ehrendoktor in Stockholm und Akademieprofessor der KNAW. Er ist Mitglied der Königlich Niederländischen Akademie der Wissenschaften (KNAW, 1994), der Academia Europaea (1989) und wurde 2010 Ritter vom Orden vom Niederländischen Löwen. 2009 wurde er Mitglied Norwegischen Wissenschaftlichen Akademie für Polarforschung. Für 2022 wurde Oerlemans gemeinsam mit Dorthe Dahl-Jensen der Balzan-Preis für ihre Arbeiten zur Vereisung und Dynamik der Eisschicht zugesprochen.

## Schriften
- Minimal Glacier Models, Universität Utrecht, 2. Auflage 2011
- mit P W Leclercq, J G Cogley: Estimating the glacier contribution to sea-level rise for the period 1800-2005,  Surveys in Geophysics 2011
- The Microclimate of Valley Glaciers, Utrecht 2010
- Glaciers and Climate Change, Balkema 2001
- Glacier Fluctuations and Climatic Change, Kluwer 1989
- mit M Dyurgerov,R S W van de Wal: Reconstructing the glacier contribution to sea-level rise back to 1850, The Cryosphere, Band 1, 2007, S. 59–65
- R Bintanja, R S W van de Wal, J Oerlemans: Modelled atmospheric temperatures and global sea levels over the past million years, Nature, Band 437, 2005, S. 125–128
- Extracting a climate signal from 169 glacier records, Science, Band 308, 2005, S. 675–677
- Quantifying Global Warming from the Retreat of Glaciers, Science, Band 264, 1994, 243-245